# Pedicularis giraldiana
Pedicularis giraldiana là loài thực vật có hoa thuộc họ Cỏ chổi. Loài này được Diels ex Bonati mô tả khoa học đầu tiên năm 1911.